# Petar Tomev Mitrikeski
Petar Tomev Mitrikeski (Prilep, 28. studenoga 1969.) sjevernomakedonski genetičar, evolucionist, molekularni biolog i kršćanski apologet bugarskog podrijetla.

## Životopis
Rođen je 28. studenoga 1969. u Prilepu u kršćanskoj obitelji sjevernomakedonskih Bugara. Pretci s očeve strane pretežno su bili zemljoposjednici, trgovci i obrtnici, a s majčine strane dobrovoljci VMRO-a. Otac, inženjer kemije Tomislav Petrov sa Sveučilišta u Zagrebu, odmalena mu je ugrađivao ljubav prema prirodnim znanostima.
Mitrikeski se izjašnjava kao sjevernomakedonski Bugarin i pripadnik je Makedonske pravoslavne crkve. Podđakon je Bugarske pravoslavne crkve.

### Obrazovanje
Osnovnu i srednju školu (usmjereni program biotehnologije) pohađao je u Velesu, nakon čega
u listopadu 1989. godine dolazi vlakom u Zagreb. Diplomirao je molekularnu biologiju 1996. na Prirodoslovno-matematičkom fakultetu u Zagrebu, a 2001. magistrirao molekularnu i staničnu biologiju. Na PMF-u je i doktorirao 2010. kod prof. Zorana Zgage, diplomskog i magistarskog mentora.
Poslije-doktorsko usavršavanje proveo je na Laboratoriju za evolucijsku genetiku Zavoda za molekularnu biologiju Instituta Ruđer Bošković. Tijekom obrazovanja pohađao je ljetne škole, tečajeve i radionice molekularne biologije i genetike u Trstu, Rimu i Zagrebu. Sudjelovao je i na više PLIVA-inih projekta i projekata upod pokroviteljstvom Ministarstva obrazovanja, znanosti i športa RH.

### Znanstveni rad
U listopadu 2016. godine postaje vanjskim suradnikom Odsjeka za etnologiju i kulturnu antropologiju Filozofskog fakulteta Sveučilišta u Zagrebu, gdje predaje nastavne kolegije Uvod u populacijsku genetiku i Uvod u genetiku čovjeka.
Bio je predsjednik Znanstvenog vijeća IRES-a između 2013. i 2015. te u istome razdoblju predavao na Hrvatskom katoličku sveučilištu. Kasnije je održao predavanja i na Sveučilištu u Beču te Sveučilištu „Sv. Kiril i Metodij“ u Skopju.
Recenzirao je za časopise Nova prisutnost, Folia Microbiologica, International Journal of Astrobiology (Cambridge University Press) i Food Technology and Biotechnology Prehrambeno‐biotehnološkog fakulteta Sveučilišta u Zagrebu.
Područja znanstvenog zanimanja u genetici su molekularna genetika jednostaničnih organizama, rekombinacija i popravak DNK, genetička transformacija jednostaničnih gljiva i višestaničnih biljaka, populacijska genetika i genomika, povijest i filozofija znanosti te odnos znanosti i kršćanskog vjerovanja, posebice razlike između pristupa Katoličke i pravoslavnih crkava.
U veljači 2019. godine postaje vanjskim suradnikom Fakulteta filozofije i religijskih znanosti u Zagrebu, na kojemu predaje kolegij Filozofija genetike.

### Medijska djelatnost
Početkom listopada 2017. postaje dijelom voditeljske ekipe emisije Peti dan na HRT-u.

## Članstva
Od 1997. godine član je Hrvatskoga genetičkog društva. Bio je članom Hrvatskog društva za biljnu biologiju (1998. – 2003.) i Hrvatskog društva za biokemiju i molekularnu biologiju (1998. – 2005.). Od 2002. do 2006. obnašao je dužnost Tajnika Hrvatskoga biološkog društva, kada postaje članom velikog vijeća istog društva. 
Jedan je od osnivača Hrvatske udruge genetičkih inženjera. Od 2009. član je Matice Hrvatske, 2010. Hrvatskog društva za teorijsku i matematičku biologiju, 2012. Christians in Science sa sjedištem u Ujedinjenom Kraljevstvu te od 2016. dopisni član Društva za znanost i umjetnost u Prilepu.

## Nagrade
Dobitnik je nagrade Rektora Sveučilišta u Zagrebu 1992. godine i Stipendije za izradu magistarskog rada Ministarstva znanosti Republike Makedonije.

## Vanjske poveznice
- Objavljeni radovi u katalogu Hrvatske znanstvene bibliografije